# سعيد شيبا
سعيد شيبا (مواليد 28 سبتمبر 1970) هو لاعب كرة قدم مغربي سابق ومدرب حالي، شغل مركز خط وسط دفاعي مع عدة أندية مثل الفتح الرياضي والهلال السعودي ونانسي الفرنسي وكومبوستيلا الإسباني وأريس سالونيكا اليوناني. يعمل حاليًا مدربا للمنتخب المغربي لأقل من 17 عامًا.
شارك مع المنتخب المغربي في كأس العالم 1998.
بعدما أنهى مسيرته الكروية، أكمل تكوينه ليشتغل في التدريب والتحليل الرياضي مع قنوات رياضية مغربية وعربية.

## مسيرته
في مارس 2001، أعاره نادي نانسي الفرنسي لنادي ماذرويل الإنجليزي حتى نهاية الموسم. في أول مباارة له، لعب ضد نادي رينجرز وقدّم تمريرة حاسمة للهدف من ركلة حرة في الدقيقة الثانية؛ في هذه المباراة تعرض شيبا لضربة قوية من اللاعب بوب مالكوم الذي داس على وجهه حينما كان ملقى على الأرض، ورغم ذلك لم يتلق اللاعب الإنجليزي أي إنذار.
شارك مع المنتخب المغربي في 43 مباراة، وسجّل 6 أهداف. كانت مباراته الأولى مع المنتخب في 28 يوليوز 1991 ضد منتخب ساحل العاج، وسجّل هدفه الأول في 18 مارس 1992 ضد المنتخب الأمريكي.

## الألقاب

### ألقابه كلاعب
الهلال السعودي
- كأس ولي العهد السعودي: (1) 1995
- الدوري السعودي: (1) 1996
- كأس الأمير فيصل بن فهد: (1) 1996
- دوري أبطال العرب: (2) 1994، 1995

 نادي قطر
- دوري نجوم قطر: (1) 2003
- كأس قطر: (2) 2002، 2004

### ألقابه كمدرب

#### المنتخب
المغرب تحت 17 سنة
- كأس العرب تحت 17 سنة: الوصافة 2022
- كأس الأمم الإفريقية تحت 17 سنة: الوصافة 2023

## روابط خارجية
- سعيد شيبا على موقع الاتحاد الدولي (مؤرشف)  (الإنجليزية)
- سعيد شيبا على موقع قاعدة بيانات كرة القدم.إي يو (الإنجليزية)
- سعيد شيبا على موقع ناشيونال فوتبول تيمز (الإنجليزية)
- سعيد شيبا على موقع عالم كرة القدم.نت (الإنجليزية)